# Česká lakrosová unie
Česká lakrosová unie (ČLU, anglicky: Czech Lacrosse Union), je členský svaz Mezinárodní lakrosové federace (FIL) a Evropské lakrosová federace (ELF). Organizuje lakros v České republice a je členem České unie sportu (ČUS).
Unie organizuje juniorské a seniorské soutěže žen a mužů ve fieldlakrosu, boxlakrosu a interkrosu. Vysílá také mužské a ženské reprezentace na Mistrovství světa v boxlakrosu, Mistrovství světa ve fieldlakrosu a Mistrovství světa žen v lakrosu.

## Lakrosové kluby
Těžiště lakrosu v České republice se nachází v Praze, kde aktuálně působí celkem šest týmů (LC Custodes Radotín, SK Lacrosse Jižní Město, TJ Malešice, Lacrosse Zbraslav, Lacrosse Zbraslav, TJ Sokol I. Smíchov). 
Dalšími tradičními tuzemskými kluby jsou Old Dogs Plzeň a LC Pardubice. V novém miléniu dochází k zakládání nových klubů též v dalších regionech, když k těmto nově vzniknuvším klubům se řadí například LK Kroměříž, Brno Ravens, LK Ostrava Pittbulls či LC Benešov.

## Soutěže

### Boxlakros
- Národní boxlakrosová liga (NBLL)
- Druhá boxlakrosová liga (2BLL)
- JBLL (juniorská soutěž)

### Fieldlakros
- Národní fieldlakrosová liga (NFLL)

### Ženský lakros
- NLŽL
- JLŽL (juniorská soutěž)

### Interkros
- Extraliga
- 1. liga
- 2. liga

### Český Lakros
- 1. PLL
- 2. PLL
- ženská a žákovská PLL

## Svazy
- Český svaz mužského lakrosu (ČSML)
- Český ženský lakros (ČŽL)
- Český svaz interkrosu (ČSI)